# 2022年歐洲協會聯賽決賽
2022年歐洲協會聯賽決賽是2021–22年歐洲協會聯賽的最後一場賽事，在2022年5月25日於阿爾巴尼亞地拉拿的科姆伯塔雷競技場舉行。
賽事冠軍可獲得2022–23年歐霸盃分組賽參賽資格。

## 賽前

### 標誌
2022年歐洲協會聯賽決賽標誌在2021年8月27日於伊斯坦堡分組賽抽籤儀式時公佈。

### 大使
決賽大使為前阿爾巴尼亞國腳。

## 晉級之路
備註： 下列賽果中，決賽球隊一方比數列於前面（H：主場；A：作客）。
| 排名 | 隊伍           | 賽 | 分 |
| ---- | -------------- | -- | -- |
| 1    | 羅馬           | 6  | 13 |
| 2    | 波杜基林特     | 6  | 12 |
| 3    | 乌克兰         | 6  | 7  |
| 4    | 索菲亞中央陸軍 | 6  | 1  |

| 排名 | 隊伍           | 賽 | 分 |
| ---- | -------------- | -- | -- |
| 1    | 飛燕諾         | 6  | 14 |
| 2    | 布拉格斯拉維亞 | 6  | 8  |
| 3    | 柏林聯         | 6  | 7  |
| 4    | 海法馬卡比     | 6  | 4  |

## 賽事

### 詳細
行政上「主場」一方經由抽籤決定，該抽籤會在半準決賽和準決賽抽籤後進行。
| 2022年5月25日 21:00 CEST |

| 羅馬  | 1–0  | 飛燕諾 |
| ----- | ---- | ------ |
| - 32' | 報告 |        |

| 地拉拿，科姆伯塔雷競技場 觀眾人數：19,597 ：伊斯特万·科瓦奇 (羅馬尼亞) |

## 外部連結
- 官方网站